# كايتلين دوبلدي
كايتلين جانيت دوبلدي (بالإنجليزية: Kaitlin Doubleday)‏ (ولدت في 19 يوليو 1984) ممثلة أمريكية.

## روابط خارجية
- كايتلين دوبلدي على موقع IMDb (الإنجليزية)
- كايتلين دوبلدي على موقع ميوزك برينز (الإنجليزية)
- كايتلين دوبلدي على موقع أول موفي (الإنجليزية)
- كايتلين دوبلدي على موقع قاعدة بيانات الفيلم (الإنجليزية)